# Дамијано Карузо
Дамијано Карузо (итал. Damiano Caruso; 12. октобар 1987) италијански је професионални бициклиста који тренутно вози за UCI ворлд тур тим Бахреин викторијус. Освојио је једнанпут Ђиро ди Сицилију, док је све три гранд тур трке завршио у топ 10, од чега Ђиро д’Италију на другом мјесту, гдје је такође остварио једну етапну побједу. На Вуелта а Еспањи, остварио је једну етапну побједу на друму и једну у склопу екипног хронометра, док је на Тур де Франсу остварио двије етапне побједе у склопу екипног хронометра. Неколико етапних трка завршио у топ 10. од чега Тирено—Адријатико и Тур де Свис на другом мјесту.

## Биографија
Јуниорску каријеру је почео 2005. године, а 2008. освојио је првенство Италије у друмској вожњи за возаче до 23 године. Професионалну каријеру почео је 2009. године у тиму Фарнезе вини, након чега је 2010. прешао у тим Де роса, са којим је неколико трка завршио у топ 10. Године 2011. прешао је у Ликвигас—Кенондејл, са којим је Ђиро дела Провансу завршио на четвртом мјесту, али су му резултати накнадно поништени због умијешаности у допинг 2007. Године 2012. завршио је Тур оф Бритејн на другом мјесту, а Гран при Мигел Индураин и Ђиро ди Тоскану на осмом мјесту. Године 2013. остварио је етапну побједу на трци Сетимана ди Копи е Бартали, што му је била прва побједа у каријери, након чега је, у финишу сезоне, освојио брдску класификацију на Тур оф Пекинг трци. Године 2014. завршио је Тур оф Аустрију на трећем мјесту, Сетимана ди Копи е Бартали трку и Тре вале Варезини на петом мјесту, док је у финишу сезоне завршио Вуелта а Еспању на деветом мјесту, што је била прва гранд тур трка коју је завршио у топ 10.
Године 2015. прешао је у БМЦ рејсинг тим. Ђиро д’Италију завршио је на осмом мјесту, након чега је возио Тур де Франс по први пут и остварио етапну побједу у склопу екипног хронометра. Године 2016. освојио је брдску класификацију на Вуелта а Андалузији, након чега је био лидер тима на Тур де Франсу, заједно са Тиџејем ван Гардереном, али је завршио ван топ 10. Године 2017. завршио је Тур де Свис на другом мјесту, након чега је био лидер тима на Тур де Франсу и завршио га је на 11 мјесту. Године 2018. завршио је Тирено—Адријатико на другом, а Критеријум ди Дофине на петом мјесту, након чега је возио Тур де Франс, гдје је остварио другу етапну побједу у склопу екипног хронометра, али није био у борби за генерални пласман.
Године 2019. прешао је у тим Бахреин—мерида. Завршио је Тре вале Варезини на деветом мјесту, док није био у борби за генерални пласман на осталим тркама. Године 2020. завршио је Тур де Франс на десетом мјесту, чиме је све три гранд тур трке завршио у топ 10, док је у финишу сезоне завршио друмску трку на Свјетском првенству на десетом мјесту. Године 2021. завршио је УАЕ тур на седмом и Тур де Романди на деветом мјесту, након чега је возио Ђиро д’Италију, гдје је требало да ради за Микела Ланду. Након што је Ланда напустио трку због пада, Карузо је постао лидер тима, остварио је једну етапну побједу и завршио је Ђиро на другом мјесту, иза Егана Бернала. У финишу сезоне, возио је Вуелта а Еспању, заједно са Ђином Медером и Џеком Хејгом, гдје је остварио једну етапну побједу и био је лидер брдске класификације на неколико етапа.
Године 2022. освојио је Ђиро ди Сицилију, уз двије етапне побједе и класификацију по поенима, што је била прва трка коју је освојио. Тур де Романди завршио је на шестом, а Критеријум ди Дофине на четвртом мјесту, након чега је био лидер тима на Тур де Франсу, али га није завршио због тога што је био позитиван на корона вирус.